# ロマンスは剣の輝き
『ロマンスは剣の輝き』（ロマンスはつるぎのかがやき）は、フェアリーテールより発売されたアダルトゲーム、及びそのシリーズ。略称は『ロマ剣』（ロマけん）。
本項では、シリーズ第1作『ロマンスは剣の輝き -THE LAST CRUSADER-』（ロマンスはつるぎのかがやき ザ・ラスト・クルセイダー）について記述する。

## 概要
本作は、1995年6月23日にフェアリーテールよりPC-9800シリーズ用MS-DOSのハードディスク専用に発売された、剣と魔法のファンタジー18禁RPG。メディアがFDだったこともあり、既に入手もプレイも非常に困難な作品である。
ゲーム操作はフルマウスオペレーション。戦闘はタクティカルコンバット方式で、画面に向かって左側に自軍、右側に敵軍を配置という、PC-9800シリーズ独特のワイドサイズ (640*400) を活かしたものであった。
なお、同じくフェアリーテールから発売された『XIX［ギゼ!］』は前日談、その前にカクテル・ソフトより発売された『イルミナ!』は前々日談に当たるが、直接的な繋がりは無い。

## あらすじ
主人公で冒険者のルーンはある日、薬草を採りに入った「医者いらずの森」の奥深くで、水浴びをしていた王女セシルと出会う。そこでルーンは肩を負傷してしまうが、セシルはまだ全裸であるにもかかわらず彼に歩み寄り、治癒魔法を使う。その可憐で献身的な振る舞いに一目惚れしたルーンはセシルに再会すべく、国王の主催する「アドベンチャーレース」への参加を決めるのだった。
ルーンに密かな想いを寄せる幼馴染の少女のミルフィ、ルーンとミルフィを見守ってきた女神官のミネルも加わっての、冒険の旅。行く先々での魅力的な女性達との出会いや別れ、そして謎の敵との戦いを経て成長したルーンが、最後に選ぶのは誰なのか。

## 登場人物
ルーン
主人公。ラティ村の教会に住んでいる人間の少年。単純で女好きで無鉄砲な冒険者だが、女の子への一途さは人一倍。元は親に捨てられた孤児であり、教会の神父とその娘のミネルの下で、ミルフィと共に育てられた。戦士として大剣を扱うことが可能。森で偶然出会ったセシルに一目惚れする。セシルとの再会を望み、アドベンチャーレースに参加する。
ミルフィ
ヒロインの1人。ルーンの幼馴染であり、性格は勝気。ルーンとは暇さえあれば口喧嘩の毎日だが、それは彼への密かな想いの裏返しでもある。ルーン同様元は孤児であり、共に教会で育てられた身。魔術師としてもそこそこの腕前を持つ一方、肉弾戦もこなせる。ルーンのことが気になるあまり、悪態を突きながらもアドベンチャーレースに同行する。
セシル
ヒロインの1人。フルネームはセシル・フォン・ディノン。立場上は高貴な王女であるが、彼女自身は心優しき世間知らずの美少女であり、料理も普通にこなす。ある日、1人で城を抜け出して医者いらずの森で水浴びに興じていた最中にルーンと出会ったことから、彼に惹かれていく。神聖魔法の使い手としては、ミルフィ以上ミネル以下といったところ。
ミネル
亡父と共にルーンとミルフィを育て上げた女神官。ルーンやミルフィから見れば姉や母のような存在だが、あまり歳は離れておらず、若さと美貌と穏やかな性格を併せ持つ。神聖魔法の使い手としても優秀で、治癒系や防御系の魔法に長けている。アドベンチャーレースに参加するというルーンを心配し、自ら協力を申し出た。
ルーンのことは成長に伴い男性としても意識していたが、立場上その想いはあえて隠していた。しかし、シナリオ終盤でとある場所を越える前夜には遂に1人の恋する女性として彼の元を訪れ、想いを打ち明けて一夜の契りを交わす。
リーナ
自分の力を求める人の元へ赴こうと世界各地を旅して回っている、神官戦士の少女。昔別れた仲間を探してラティ村の教会を訪れ、ルーン達と知り合う。他のヒロインと大差無い華奢な見かけによらず、実はバスタードソードすら軽々と振り回せる豪腕と体力の持ち主。性格もタフで、元気一杯である。アルビオンとは良きパートナー。
アルビオン
白犬のように見えるが、実は白竜の末裔。知能が高く、人間の言葉を理解できる。旅の道中、リーナとは常に一緒。
ファランクス
王室近衛騎士団の若き騎士。明朗快活・武芸百般・文武両道と揃った非の打ち所の無い完璧人間で、超の上に超が付くほどのイケメンかつエリート。セシルに淡い想いを寄せているため、アドベンチャーレースではルーンとライバル関係になる。
ロリエル
エルフ族の美女。シナリオ中盤で一族の掟によりルーンを主と定め、仲間となる。性格は非常に従順であり、自らルーンに抱かれることを望むほど。なお、ファンタジー作品におけるエルフと言えば精霊魔法が一般的だが、本作では精霊が存在するも精霊魔法は存在しない設定となっているため、戦闘時の攻撃はレイピアによる斬撃のみ。
ミスティ
盗賊ギルドに属さない孤独な盗賊娘。盗賊らしく俊敏さに長けている。
セピア
旅の曲芸団で育てられた元孤児の魔法少女。華奢な身体だが魔法の素質は非常に高く、育てるとかなりの戦力になる。
シンクレイン
女老古学者で眼鏡っ娘。頭は良く、文書解読などでは役立つが、性格は性悪で毒舌家。
リディア
港町ユランで豪商ハヌマーンに盾突いている女船長。男勝りであるが男嫌いというわけではなく、むしろ男好きでその言動も美貌も開放的。ルーンに惚れ込み、セックスで満足させてくれることを条件に船を出してくれる。
クリス
孤独な女狩人。仲間にはならないが敵にもならない、いわゆるエロ要員。
ディーナ
長い赤毛と吊り目が特徴の謎の女剣士。魔法が全く効かない特異体質で、ルーン達の行く先に立ちはだかる。母を国王に殺されたという過去を持ち、今の国政を憎んでいる。
バドゥー
ディーナに側近として仕えている司祭。

## スタッフ
- プロデューサー：金杉ハジメ
- シナリオ：石川洋一
- キャラクターデザイン、原画：豊島ちはや、トリプル
- グラフィック：松本規之、藤井純生、あさの、須磨邦雄、塩見元、小林紀子、TAMA2
- 音楽：亜希羅 (MUSE)
- プログラム：辻村裕之
- 制作、発売：フェアリーテール
- 製作：アイデス